# Nagycsűri erődtemplom
A nagycsűri erődtemplom műemlékké nyilvánított épület Romániában, Szeben megyében. A romániai műemlékek jegyzékében az SB-II-a-A-12565 sorszámon szerepel.